# Psorophora confinnis
Psorophora confinnis is een muggensoort uit de familie van de steekmuggen (Culicidae). De wetenschappelijke naam van de soort is voor het eerst geldig gepubliceerd in 1891 door Lynch Arribálzaga.
De complete levenscyclus van deze mug kan binnen een week voltooid zijn. Daarmee wordt de soort beschouwd als het insect met de kortste levenscyclus.